# 胴絞

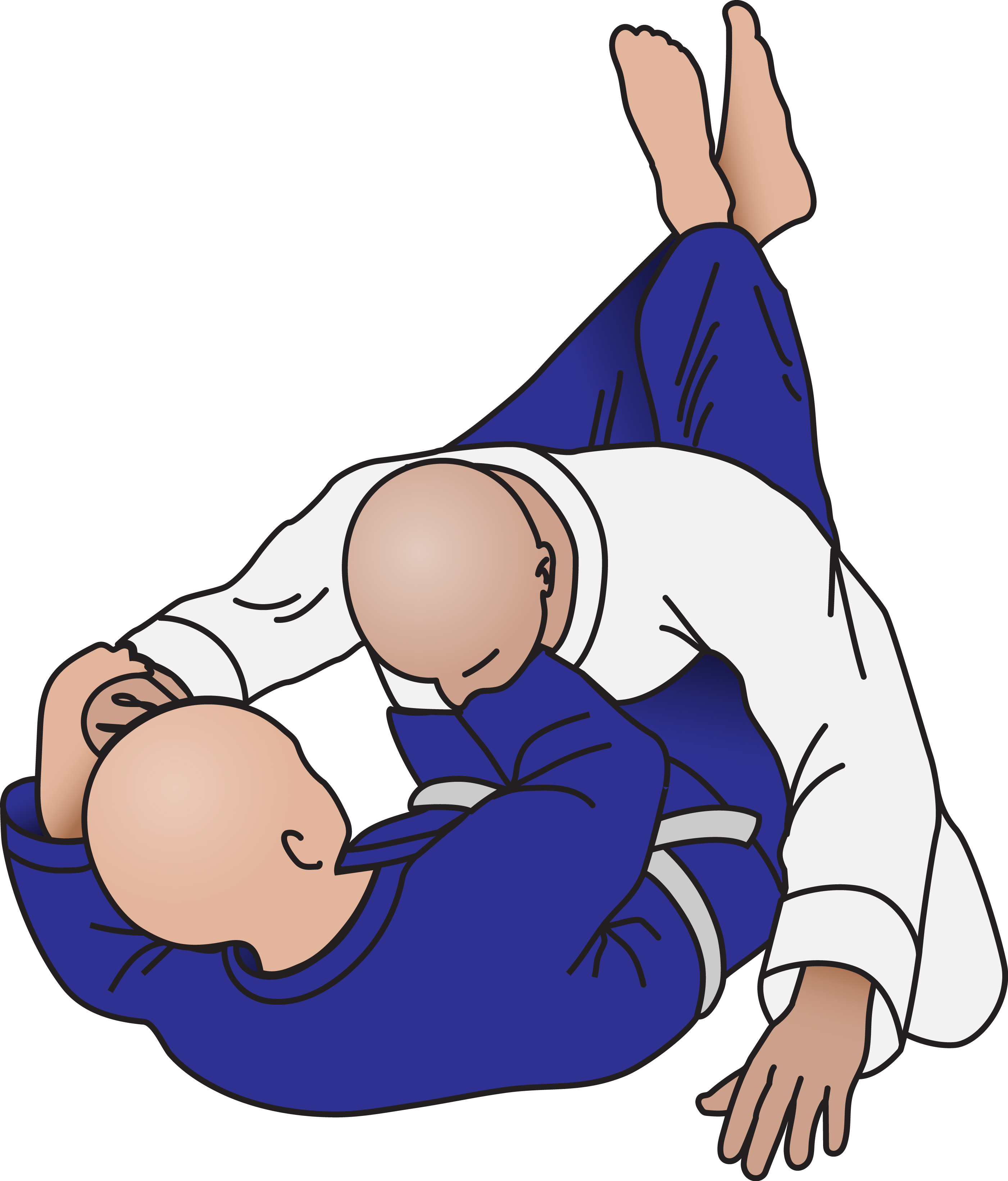
ガードポジションからの胴絞

胴絞（どうじめ）は、格闘技の技の一種である。ガードポジションや相手の背後から相手の胴に自らの両脚を回して足首を絡ませて強く絞め付けてを相手を苦しめる技である。ガードポジションから、自らの両脚の裏側、相手の背中で両手を組んで絞めの威力を増す方法もある。講道館や国際柔道連盟 (IJF) での正式名。IJF略号DOJ/P11。

## 各種格闘技における胴絞

### 柔道
柔道の胴絞は、絞技の一つで固技のカテゴリーに分類される。
両足首を組んで両脚を伸ばした胴絞は、1916年から柔道のルールで禁止された絞め方に該当するものである。力のある人が本気でかけた場合でもタップアウトをとるのは困難だが、それゆえに痛みを我慢して長時間掛け続けられることにより、のちのち内臓などへの後遺症が心配され禁止された。

### その他の格闘技
柔術ファイティングシステムでは柔道と同様に禁止である。
ブラジリアン柔術ではガードポジションからは国際ブラジリアン柔術連盟ではジュブナイル (U18) 以下や白帯で禁止技である。国際柔術連盟ではU16以下で、2022年にさらに白帯でも禁止技になった。
サンボでは両脚を伸ばさなくても強く絞めると反則である。プロレス、総合格闘技など寝技を伴う格闘技で行われる技であり、制約がかかっていることは少ない。